# Kung-Fu Masters
Pour plus de détails, voir Fiche technique et Distribution.
Kung-Fu Masters (打擂台, Da lui toi) est un film hongkongais réalisé par Clement Cheng et Derek Kwok, sorti en 2010.

## Synopsis
À Hong Kong, Leung King-cheung a obtenu un emploi dans une entreprise d'immobilier. Il doit se rendre dans un village pour régler un contentieux. Il y rencontre deux artistes martiaux, Tiger et Dragon, en train de se faire maltraiter par le jeune Chung Sang-mang et son gang.

## Fiche technique
- Titre : Kung-Fu Masters
- Titre original : 打擂台 (Da lui toi)
- Réalisation : Clement Cheng et Derek Kwok
- Scénario : Clement Cheng, Derek Kwok et Frankie Tam
- Musique : Teddy Robin et Tommy Wai
- Photographie : O Sing-pui
- Montage : Matthew Hui
- Production : Gordon Lam
- Société de production : Beijing Poly-bona Film Publishing Company, Focus Films, Sil-Metropole Organisation et Zhejiang Bona Film and TV Production
- Pays :  Hong Kong
- Genre : Comédie dramatique et action
- Durée : 98 minutes
- Dates de sortie : 
  - Hong Kong : 3 juin 2010

## Distribution
- Bruce Leung : Tiger
- Chen Kuan-tai : Dragon
- Teddy Robin : maître Ben Law
- Wong You-nam : Cheung
- J. J. Jia : Kwai
- Jin Au-yeung : Mang
- Li Haitao : Pon Ka-kwun
- Susan Shaw Yam-yam : Fun

## Distinctions
Le film a reçu sept nominations aux Hong Kong Film Awards et a remporté quatre prix : Meilleur film, Meilleur second rôle féminin pour Susan Shaw Yam-yam, Meilleur second rôle masculin pour Teddy Robin et Meilleur musique.